# Mir Hazar Khan Khoso
Mir Hazar Khan Khoso (urdu ‏میر ہزار خان کھوسو‎, ur. 30 września 1929 w Beludżystanie, zm. 26 czerwca 2021) – pakistański prawnik, emerytowany sędzia i były Prezes Federalnego Sądu Szariatu. 24 marca 2013 roku został powołany na pełniącego obowiązki premiera Pakistanu do czasu przeprowadzenia przedterminowych wyborów parlamentarnych zaplanowanych na maj 2013 roku. Urząd objął dzień później i pozostał na nim do 4 czerwca 2013 roku.